# Guastica
Guastica is een geslacht van vlinders van de familie snuitmotten (Pyralidae), uit de onderfamilie Phycitinae.

## Soorten
- G. garengi Roesler & Kuppers, 1979
- G. semilutea Walker, 1863